# Tanaecia robertsi
Tanaecia robertsi är en fjärilsart som beskrevs av Butler 1874. Tanaecia robertsi ingår i släktet Tanaecia och familjen praktfjärilar. Inga underarter finns listade i Catalogue of Life.